# Луї-Алексіс Бертрен
Луї́-Алексіс (Луї-де-Судак) Бертре́н  (*29 вересня 1852, Оран, Франція — вересень 1918, Феодосія, Україна) — французький, турецький, іспанський віце-консул в Криму, письменник.

## Біографія
Навчався в муніципальній колегії (філософія та література).
В Україну Луї-Алексіс Бертрен потрапив завдяки батькові, який працював інженером на будівництво залізниці в Криму (Джанкой — Феодосія), потім одружився з донькою керченського градоначальника. Жив Л-А. Бертрен спочатку в Одесі, а потім — Судаку, Феодосії.
У зв'язку з фінансовими проблемами на будівництві 1860 року родина повернулася до Франції. 1887 року Луї Бертрен приїздить до Одеси, де стає приватним вчителем французької мови. На початку 90-х років поселяється в садибі «Новий світ» поблизу Судака, де пише публіцистичні та краєзнавчі нариси під псевдонімом Луї де Судак. Стає почесним консулом Франції, Туреччини та Іспанії в Криму.
З початком війни між Францією та Туреччиною залишається консулом лише Іспанії. Досліджує так звану справу «Намисто королеви», пов'язану з іменем графині де Ламотт-Валуа і публікує нариси на цю тему. 1892–1903 — паризьке видавництво Кальман Леві видає книгу Л-А. Бертрена «Мандри по Криму». Публікує романи «Еммануїл де Габле» (1897), «Син Тартарена в Росії» (1905), «Про знання в релігії» (1911).
За заслуги в громадській та літературній діяльності Л-А. Бертрен нагороджений французьким орденом «Офіцер Академії», турецьким «Меджидлі» та російським орденом Станіслава ІІІ ступеня.